# Javier Carriqueo
Javier Adolfo Carriqueo Inostroza, né le 29 mai 1979 à San Martín de los Andes, est un coureur de fond et de demi-fond argentin. Il est champion du monde de raquette à neige 2022, champion ibéro-américain du 5 000 mètres 2008, champion d'Amérique du Sud du 5 000 mètres 2011 et champion d'Amérique du Sud de course en montagne 2022.

## Biographie

### Débuts et succès sur piste
Né à San Martín de los Andes, Javier Carriqueo pratiquee brièvement le football et le handball durant sa jeunesse. Un groupe d'entraîneurs d'athlétisme le poussent à s'essayer à leur discipline où il démontre rapidement de bons résultats.
En mai 1998, il prend part aux championnats d'Amérique du Sud juniors d'athlétisme à Córdoba. Il effectue une solide course sur le 10 000 mètres et réalise une excellente remontée dans le dernier tour pour passer de la quatrième à la première place. Il remporte le titre en 31 min 6 s 83.
En avril 2000, il remporte ses premiers titres nationaux sur 1 500 mètres en 3 min 46 s 48 et sur 5 000 mètres en 14 min 22 s 11. En mai, il participe aux championnats ibéro-américains d'athlétisme à Rio de Janeiro sur la distance du 1 500 mètres. Il décroche la médaille de bronze derrière Hudson de Souza et Manuel Damião en abaissant son record personnel à 3 min 44 s 93.
Il s'illustre également en cross-country en remportant la médaille d'argent individuelle et la médaille d'or par équipes aux championnats d'Amérique du Sud de cross-country 2001 à Rio de Janeiro sur l'épreuve du cross court, puis deux médailles d'argent également sur cross court l'année suivante à Santa Cruz de la Sierra.
Il décroche à nouveau le bronze sur 1 500 mètres en 3 min 48 s 73 lors des championnats ibéro-américains d'athlétisme 2002 à Guatemala avec un podium identique à 2000.
La crise économique argentine le pousse à émigrer en Espagne en 2002 pour pouvoir continuer à pratiquer l'athlétisme. Il en profite pour suivre des études en tourisme à l'université polytechnique de Valence.
En juin 2003, il prend part aux championnats d'Amérique du Sud d'athlétisme à Barquisimeto et décroche la médaille de bronze sur 1 500 mètres en 3 min 42 s 65 derrière Fabiano Peçanha et Miguel Ángel García.
Lors des championnats d'Amérique du Sud d'athlétisme 2005 à Cali, il remporte deux médailles de bronze, sur 1 500 mètres en 3 min 45 s 53 et sur 5 000 mètres en 14 min 19 s 10.
À Ponce, il décroche la médaille d'argent du 3 000 mètres aux championnats ibéro-américains d'athlétisme 2006 en 8 min 9 s 20 battu de six dixièmes par le Brésilien Hudson de Souza.
Le 7 juin 2007, il voit le Colombien Javier Guarín remporter le titre sur 5 000 mètres aux championnats d'Amérique du Sud d'athlétisme à São Paulo en établissant un nouveau record des championnats en 13 min 51 s 19. Javier Carriqueo s'assure de la médaille d'argent en 13 min 55 s 37. Le 25 juillet, il bat le record d'Argentine du 1 500 mètres en 3 min 38 s 62 lors des Jeuxd panaméricains à Rio de Janeiro.
Le 24 février 2008, il établit un nouveau record d'Argentine du 3 000 mètres en salle en 7 min 52 s 06 lors du meeting KBC Indoor à Gand. Moins d'un mois plus tard, il bat le record national du 2 000 mètres pour le porter à 5 min 7 s 94 lors du meeting Justo Román à Mar del Plata. En juin, il s'illustre aux championnats ibéro-américains d'athlétisme à Iquique. Sur le 5 000 mètres, il effectue une excellente course et parvient à coiffer au poteau les Mexicains Alejandro Suárez et Juan Carlos Romero pour remporter le titre en 13 min 51 s 14. Il participe à ses premiers Jeux olympiques à Pékin sur l'épreuve du 1 500 mètres. Il se classe septième de sa série en 3 min 39 s 36 mais ne passe pas en demi-finales.
Le 4 août 2009, il bat le record d'Argentine du 3 000 mètres en plein air lors des championnats d'Espagne des clubs à Mataró. Il se classe deuxième derrière l'Espagnol Sergio Sánchez en 7 min 49 s 54, battant de vingt secondes le précédent record détenu par Antonio Silio depuis 1990.
Lors des championnats d'Amérique du Sud d'athlétisme 2011 courus devant son public à Buenos Aires, il s'illustre sur l'épreuve du 5 000 mètres et remporte le titre en 13 min 58 s 27.
La crise économique espagnole le force à rentrer en Argentine en 2012. Devenu plus à l'aise sur la distance du 5 000 mètres, il remporte la médaille d'argent en 14 min 22 s 12 derrière le Vénézuélien Marvin Blanco lors des championnats ibéro-américains d'athlétisme 2012 à Barquisimeto. Il participe aux Jeux olympiques de Londres sur l'épreuve du 5 000 mètres. Il se classe dix-neuvième de sa série en 13 min 57 s 07, réalisant le meilleur temps de sa saison mais ne se qualifie pas pour la finale.
Il remporte la médaille de bronze du 5 000 mètres en 14 min 11 s 41 aux Jeux sud-américains à Santiago.
Il s'essaie par la suite aux distances plus longues sur route et tente de se qualifier pour le marathon des Jeux olympiques de 2016. Néanmoins, ses débuts sur le marathon de Séville 2016 se soldent par un abandon à cause de problèmes d'hydration.
Le 14 avril 2018, il remporte son dixième titre national à Rosario, le deuxième sur 10 000 mètres,.

### Reconversion en trail
En 2021, il décide de s'essayer au trail. Il termine cinquième sur son premier trail, le Patagonia Run 42k. Il se fixe alors comme objectif de participer au K42 Adventure Marathon en fin d'année mais une blessure le force à reporter sa participation à l'année suivante.
Le 13 août 2022, il prend part aux championnats d'Amérique du Sud de course en montagne à San Juan. Il effectue une solide course sur l'épreuve de 12 kilomètres en montée et descente et tire avantage de la descente pour s'imposer en 57 min 7 s avec dix-huit secondes d'avance sur son compatriote Nahuel Luengo,. Le 3 septembre, il prend part aux championnats du monde de raquette à neige qui se déroulent pour la première fois dans l'hémisphère sud à Caviahue-Copahue. Il effectue une solide course aux côtés du tenant du titre, l'Espagnol Roberto Ruíz Revuelta puis se détache en tête pour remporter le titre avec une minute d'avance sur l'Espagnol.

## Palmarès

### Piste
| Année | Compétition                                         | Lieu                 | Place | Épreuve  | Performance    |
| ----- | --------------------------------------------------- | -------------------- | ----- | -------- | -------------- |
| 1998  | Championnats d'Amérique du Sud juniors d'athlétisme | Córdoba              | 1er   | 10 000 m | 31 min 6 s 83  |
| 2000  | Championnats d'Argentine d'athlétisme               | Mar del Plata        | 1er   | 1 500 m  | 3 min 46 s 48  |
| 2000  | Championnats d'Argentine d'athlétisme               | Mar del Plata        | 1er   | 5 000 m  | 14 min 22 s 11 |
| 2000  | Championnats ibéro-américains d'athlétisme          | Rio de Janeiro       | 3e    | 1 500 m  | 3 min 44 s 93  |
| 2002  | Championnats d'Argentine d'athlétisme               | Mar del Plata        | 1er   | 1 500 m  | 3 min 49 s 91  |
| 2002  | Championnats d'Argentine d'athlétisme               | Mar del Plata        | 1er   | 5 000 m  | 14 min 12 s 55 |
| 2002  | Championnats ibéro-américains d'athlétisme          | Guatemala            | 3e    | 1 500 m  | 3 min 48 s 73  |
| 2003  | Championnats d'Amérique du Sud d'athlétisme         | Barquisimeto         | 3e    | 1 500 m  | 3 min 42 s 65  |
| 2003  | Jeux panaméricains                                  | Saint-Domingue       | 7e    | 1 500 m  | 3 min 50 s 94  |
| 2004  | Championnats ibéro-américains d'athlétisme          | Huelva               | 5e    | 1 500 m  | 3 min 42 s 01  |
| 2005  | Championnats d'Argentine d'athlétisme               | Santa Fe             | 1er   | 1 500 m  | 3 min 49 s 68  |
| 2005  | Championnats d'Amérique du Sud d'athlétisme         | Cali                 | 3e    | 1 500 m  | 3 min 45 s 53  |
| 2005  | Championnats d'Amérique du Sud d'athlétisme         | Cali                 | 3e    | 5 000 m  | 14 min 19 s 10 |
| 2006  | Championnats d'Argentine d'athlétisme               | Santa Fe             | 1er   | 5 000 m  | 14 min 12 s 53 |
| 2006  | Championnats ibéro-américains d'athlétisme          | Ponce                | 2e    | 3 000 m  | 8 min 9 s 20   |
| 2006  | Championnats ibéro-américains d'athlétisme          | Ponce                | 7e    | 1 500 m  | 3 min 48 s 77  |
| 2007  | Championnats d'Amérique du Sud d'athlétisme         | São Paulo            | 2e    | 5 000 m  | 13 min 55 s 37 |
| 2007  | Championnats d'Amérique du Sud d'athlétisme         | São Paulo            | 5e    | 1 500 m  | 3 min 44 s 79  |
| 2007  | Jeux panaméricains                                  | Rio de Janeiro       | 5e    | 5 000 m  | 13 min 52 s 36 |
| 2007  | Jeux panaméricains                                  | Rio de Janeiro       | 4e    | 1 500 m  | 3 min 38 s 62  |
| 2007  | Championnats d'Argentine d'athlétisme               | Buenos Aires         | 1er   | 5 000 m  | 14 min 19 s 05 |
| 2008  | Championnats ibéro-américains d'athlétisme          | Iquique              | 1er   | 5 000 m  | 13 min 51 s 14 |
| 2010  | Championnats ibéro-américains d'athlétisme          | San Fernando         | 7e    | 5 000 m  | 14 min 3 s 77  |
| 2011  | Championnats d'Amérique du Sud d'athlétisme         | Buenos Aires         | 1er   | 5 000 m  | 13 min 58 s 27 |
| 2011  | Championnats d'Amérique du Sud d'athlétisme         | Buenos Aires         | 5e    | 10 000 m | 29 min 6 s 04  |
| 2011  | Jeux panaméricains                                  | Guadalajara          | 6e    | 1 500 m  | 3 min 55 s 52  |
| 2012  | Championnats d'Argentine d'athlétisme               | Santa Fe             | 1er   | 5 000 m  | 14 min 23 s 90 |
| 2012  | Championnats ibéro-américains d'athlétisme          | Barquisimeto         | 2e    | 5 000 m  | 14 min 22 s 12 |
| 2013  | Championnats d'Amérique du Sud d'athlétisme         | Carthagène des Indes | 5e    | 5 000 m  | 14 min 28 s 00 |
| 2014  | Jeux sud-américains                                 | Santiago             | 3e    | 5 000 m  | 14 min 11 s 41 |
| 2014  | Championnats ibéro-américains d'athlétisme          | São Paulo            | 6e    | 3 000 m  | 8 min 7 s 31   |
| 2015  | Championnats d'Amérique du Sud d'athlétisme         | Lima                 | 5e    | 1 500 m  | 3 min 46 s 31  |
| 2017  | Championnats d'Argentine d'athlétisme               | Resistencia          | 1er   | 10 000 m | 30 min 3 s 1   |
| 2018  | Championnats d'Argentine d'athlétisme               | Rosario              | 1er   | 10 000 m | 29 min 54 s 30 |
| 2018  | Jeux sud-américains                                 | Cochabamba           | 6e    | 10 000 m | 32 min 26 s 63 |

### Cross/route
| Année | Compétition                                     | Lieu                    | Place | Épreuve               | Performance     |
| ----- | ----------------------------------------------- | ----------------------- | ----- | --------------------- | --------------- |
| 2001  | Championnats d'Amérique du Sud de cross-country | Rio de Janeiro          | 2e    | Cross country - court | 11 min 34 s     |
| 2002  | Championnats d'Amérique du Sud de cross-country | Santa Cruz de la Sierra | 2e    | Cross country - court | 12 min 11 s     |
| 2005  | Cross de la Constitución                        | Aranda de Duero         | 3e    | Cross country         | 29 min 24 s     |
| 2006  | Cross de la Constitución                        | Aranda de Duero         | 3e    | Cross country         | 29 min 26 s     |
| 2017  | Championnats d'Amérique du Sud de marathon      | Temuco                  | 4e    | Marathon              | 2 h 20 min 45 s |

### Course en montagne
| no  | masculin      | Course                                               | Longueur | Départ          | Temps          |
| --- | ------------- | ---------------------------------------------------- | -------- | --------------- | -------------- |
| 1re | Médaille d'or | Patagonia Run Vertical                               | 3,4 km   | 7 avril 2022    | 29 min 20 s    |
| 1re | Médaille d'or | Championnats d'Amérique du Sud de course en montagne | 12 km    | 13 août 2022    | 57 min 7 s     |
| 1re | Médaille d'or | Championnats d'Argentine de kilomètre vertical       | 5,85 km  | 25 février 2023 | 48 min 55 s    |
| 1re | Médaille d'or | Championnats d'Argentine de course en montagne       | 15 km    | 11 mars 2023    | 1 h 7 min 28 s |
| 1re | Médaille d'or | Patagonia Run Vertical                               | 3,4 km   | 12 avril 2023   | 30 min 20 s    |
| 1re | Médaille d'or | Championnats d'Argentine de kilomètre vertical       | 5,85 km  | 3 février 2024  | 48 min 12 s    |

### Raquette à neige
| no  | masculin      | Course                                    | Longueur | Départ           | Temps       |
| --- | ------------- | ----------------------------------------- | -------- | ---------------- | ----------- |
| 1re | Médaille d'or | Championnats du monde de raquette à neige | 12 km    | 3 septembre 2022 | 57 min 10 s |

## Records
| Épreuve       | Épreuve       | Performance        | Date             | Lieu               |
| ------------- | ------------- | ------------------ | ---------------- | ------------------ |
| 800 mètres    | Plein air     | 1 min 51 s 13      | 10 juillet 2003  | Getafe             |
| 1 500 mètres  | Plein air     | 3 min 38 s 62      | 25 juillet 2007  | Rio de Janeiro     |
| 1 500 mètres  | En salle      | 3 min 47 s 25      | 26 janvier 2008  | Valence            |
| Mile          | Plein air     | 4 min 5 s 4        | 3 septembre 2005 | Huelva             |
| 2 000 mètres  | Plein air     | 5 min 7 s 94 (RN)  | 15 mars 2008     | Mar del Plata      |
| 3 000 mètres  | Plein air     | 7 min 49 s 54 (RN) | 4 août 2009      | Mataró             |
| 3 000 mètres  | En salle      | 7 min 52 s 06 (RN) | 24 février 2008  | Gand               |
| 5 000 mètres  | 5 000 mètres  | 13 min 25 s 17     | 22 juillet 2011  | Barcelone          |
| 10 000 mètres | 10 000 mètres | 29 min 6 s 04      | 5 juin 2011      | Buenos Aires       |
| 10 kilomètres | 10 kilomètres | 28 min 44 s        | 15 novembre 2009 | Madrid             |
| 15 kilomètres | 15 kilomètres | 45 min 57 s        | 5 août 2018      | Buenos Aires       |
| 10 miles      | 10 miles      | 51 min 5 s         | 28 janvier 2017  | Comodoro Rivadavia |
| Semi-marathon | Semi-marathon | 1 h 5 min 35 s     | 4 septembre 2016 | Buenos Aires       |
| Marathon      | Marathon      | 2 h 18 min 53 s    | 17 février 2019  | Séville            |